# Gelasimus neocultrimanus
Gelasimus neocultrimanus is een krabbensoort uit de familie van de Ocypodidae. De wetenschappelijke naam van de soort werd in 1973 gepubliceerd door Richard Bott.